# ㆎ
ㆎ(아래애)는 한글 낱자의 ㆍ와 ㅣ가 합쳐진 것이다. ㆍ 소리를 내고 나서 잇달아 바로 ㅣ 소리를 낼 때 나는 소리이다.
현대 한국어에서는 이 소리가 주로 ㅐ로 바뀌어 있다.

## 코드 값
| 종류                  | 글자   | 유니코드 | HTML     |
| --------------------- | ------ | -------- | -------- |
| 한글 호환 자모 영역   | ㆎ     | U+318E   | &#12686; |
| 한글 자모 영역        | ᅟᆡ     | U+11A1   | &#4513;  |
| 한양 사용자 정의 영역 |     | U+F863   | &#63587; |
| 반각                  | (없음) | (없음)   | (없음)   |